# Lewistown (Missouri)
Lewistown és una població dels Estats Units a l'estat de Missouri. Segons el cens del 2000 tenia 595 habitants.

## Demografia
Segons el cens del 2000, Lewistown tenia 595 habitants, 262 habitatges, i 166 famílies. La densitat de població era de 510,5 habitants per km².
Dels 262 habitatges en un 31,7% hi vivien nens de menys de 18 anys, en un 48,1% hi vivien parelles casades, en un 11,1% dones solteres, i en un 36,3% no eren unitats familiars. En el 35,1% dels habitatges hi vivien persones soles el 21,8% de les quals corresponia a persones de 65 anys o més que vivien soles. El nombre mitjà de persones vivint en cada habitatge era de 2,27 i el nombre mitjà de persones que vivien en cada família era de 2,89.
Per edats la població es repartia de la següent manera: un 26,1% tenia menys de 18 anys, un 9,2% entre 18 i 24, un 21,7% entre 25 i 44, un 22,4% de 45 a 60 i un 20,7% 65 anys o més.
L'edat mediana era de 40 anys. Per cada 100 dones de 18 o més anys hi havia 79,6 homes.
La renda mediana per habitatge era de 22.188 $ i la renda mediana per família de 38.750 $. Els homes tenien una renda mediana de 22.917 $ mentre que les dones 20.000 $. La renda per capita de la població era de 12.655 $. Entorn del 19,9% de les famílies i el 22,1% de la població estaven per davall del llindar de pobresa.

## Poblacions més properes
El següent diagrama mostra les poblacions més properes.